# D.S.
D.S. er en amerikansk popsang af Michael Jackson. Den ligger på opsamlingsalbummet History disc 2. Mange mener, at sangen beskriver advokaten Tom Sneddon, der førte pædofilisagen mod Michael Jackson. Hovedpersonens navn, Dom Sheldon, ligger tæt op ad Tom Sneddon. 
Der er blandt Jacksons fans (moonwalkers) opstillet teorier om at han i virkeligheden synger Tom Sneddon, selvom der står Dom Sheldon i teksten. Det lyder også ganske meget sådan.

## Slash
Slash har været med til at indspille DS, ligesom han ligeledes arbejdede på Michael Jacksons Dangerous-album med blandt andet black or white. Michael Jackson skriger Slash kort inden hans indtræden i sangen.

## Trivia
Tom Sneddon udtalelse med hensyn til sangen var:"Jeg har aldrig hørt sangen, men jeg har hørt, at den ender med et skud."